# Sopa de cachuela
La sopa de cachuela es una preparación culinaria que emplea como principal cliente el hígado de cerdo y otras asaduras (entresijos) condimentadas con resto de matanza. Es habitual en los municipios de la provincia de Ávila y Extremadura, aromatizado con abundante cominos molidos, así como ajo y pimentón. La sopa sale de la cocción en abundante agua de los ingredientes cárnicos. Es una sopa que sirve caliente en cazuela de barro. La sopa es descrita por el gastrónomo Ángel Muro que recibe su receta procedente del literato Antonio Sánchez Pérez.

## Características
Las asaduras del cerdo, tras la matanza, se suelen sofreír en cebollas muy picadas. Se emplea la grasa propia del animal para el rehogado. Tras incorporar el machado de cominos (a veces anís en rama), ajo y perejil, el agua y la sal. Incluso pan. Se suele cocer durante media hora antes de prepararse para ser servido. Si la sopa nos ha quedado algo ligera, se espesa añadiendo lentamente un poco de sangre del cerdo (sin el cuajo) y sin dejar de remover. En Extremadura se suele servir con aceitunas negras. 